# Distretto municipale di Builsa Nord
Il distretto municipale di Builsa Nord (ufficialmente Builsa North Municipal District, in inglese) è un distretto della Regione Orientale Superiore del Ghana.